# جون ميلر (سياسي أمريكي، مواليد 1781)
جون ميلر (بالإنجليزية: John Miller)‏ هو محرر وسياسي أمريكي، ولد في 25 نوفمبر 1781 في مرتينسبورغ في الولايات المتحدة، وتوفي في 18 مارس 1846 في فلوريسانت في الولايات المتحدة. نشط حزبياً في الحزب الديمقراطي. وقد انتخب حاكم ميسوري ‏ (20 يناير 1826 – 19 نوفمبر 1832) وانتخب عضو مجلس النواب الأمريكي.